# Маршалловско-турецкие отношения
Маршалловско-турецкие отношения — двусторонние дипломатические отношения между Маршалловыми Островами и Турцией.

## История
9 апреля 2008 года на полях встречи министра иностранных дел Турции Али Бабаджана и делегации Тихоокеанских островов между странами было подписано Совместное заявление об установлении дипломатических отношений между Турецкой Республикой и Республикой Маршалловы Острова.
Турцию и Маршалловы Острова связывают дружеские отношения. Турция поддержала приём Маршалловых Островов в ООН резолюцией 704.
Министр иностранных дел Маршалловых Островов Тони деБрам присутствовал на встрече министров иностранных дел малых островных развивающихся государств, состоявшейся в Стамбуле 7—8 июня 2014 года. В кулуарах встречи были подписаны Меморандум о взаимопонимании по сотрудничеству между министерствами иностранных дел Турции и Маршалловых Островов и Меморандум о взаимопонимании по сотрудничеству между Турцией и Маршалловыми островами в области дипломатического образования, обмена информацией и документами.
28 апреля 2015 года Турция заступилась за Маршалловы Острова. Тогда иранский флот захватил судно MV Maersk Tigris под флагом Маршалловых Островов возле Ормузского пролива. Турция сыграла решающую роль в освобождении 34 членов экипажа судна.
Заместитель президента Маршалловых Островов Маттлан Закхрас принял участие во Всемирном саммите по гуманитарным вопросам, который проходил в Стамбуле 23—24 мая 2016 года.

## Экономические отношения
В 2018 году объём торговли между двумя странами был незначительным.

## Дипломатические представительства
Посольство Турции в Канберре (Австралия) аккредитовано на Маршалловых Островах. У Маршалловых Островов есть почётное консульство в Стамбуле.